# 모리야스 쇼헤이
모리야스 쇼헤이(일본어: 森保 翔平, 1991년 8월 17일 ~ )는 일본의 전직 축구 선수이다. 모리야스 하지메 일본 대표팀 감독의 장남이다.

## 구단 경력
과거 가마타마레 사누키, 오네헝가 스포츠, 와이타케레 유나이티드, 말람파 리바이버스에서 수비수로 활동하였다.